# Stormsvaler
Stormsvaler (Hydrobatidae) er en familie i ordenen af stormfugle.

## Klassifikation
Familie: Stormsvaler Hydrobatidae
- - Slægt: Oceanites
    - Wilsons stormsvale, Oceanites oceanicus
    - Pincoya Storm Petrel (engelsk navn), Oceanites pincoyae
    - Hvidbuget stormsvale, Oceanites gracilis

  - Slægt: Garrodia
    - Grårygget stormsvale, Garrodia nereis

  - Slægt: Pelagodroma
    - Fregatstormsvale, Pelagodroma marina

  - Slægt: Fregetta
    - Sortbuget fregatstormsvale, Fregetta tropica
    - Maoristormsvale, Fregetta maoriana
    - Hvidbuget fregatstormsvale, Fregetta grallaria

  - Slægt: Nesofregetta
    - Hvidstrubet stormsvale, Nesofregetta fuliginosa

  - Slægt: Hydrobates
    - Lille stormsvale, Hydrobates pelagicus

  - Slægt: Oceanodroma
    - Dværgstormsvale, Oceanodroma microsoma
    - Galapagosstormsvale, Oceanodroma tethys
    - Madeirastormsvale, Oceanodroma castro
    - Monteiro's Storm Petrel (engelsk navn), Oceanodroma monteiroi
    - Cape Verde Storm Petrel (engelsk navn), Oceanodroma jabejabe
    - Mørkrygget stormsvale, Oceanodroma monorhis
    - Stor stormsvale, Oceanodroma leucorhoa
    - Grå stormsvale, Oceanodroma markhami
    - Sodfarvet stormsvale, Oceanodroma tristrami
    - Sort stormsvale, Oceanodroma melania
    - Guadelupestormsvale, Oceanodroma macrodactyla (formentlig uddød)
    - Japansk stormsvale, Oceanodroma matsudairae
    - Askestormsvale, Oceanodroma homochroa
    - Ringstormsvale, Oceanodroma hornbyi
    - Kløfthalet stormsvale, Oceanodroma furcata